# 탈어원화
탈어원화(러시아어: Деэтимологизация)란 특정한 낱말이 본래 지니고 있던 의미와의 연관관계를 상실하고 새로운 의미로 탈바꿈하는 현상을 말한다. 어원상실이라고도 한다. 탈어원화는 어휘의 역사적 변천을 연구하는 데 있어서 최대의 난관 중 하나이며, 대부분의 어원불명 단어들은 이러한 탈어원화과정을 여러 번 거친 단어들이다. 그러나 또한 탈어원화는 어휘 혁신에 있어서 필수불가결한 현상이기도 하다.

## 탈어원화의 예
- 라틴어 infans은 본래 "말을 할 줄 모르는" "말을 못하는"이란 뜻의 단어이다. 그러다가 말을 못하는 어린 아이, 갓난아이로 의미영역이 좀 더 확대되었으며, 대격형인 infantem이 스페인어로 유입되어 infante라는 단어가 되었다. 그러다가 중세에는 왕위계승권이 없는 장남이 아닌 자녀들에게 붙는 호칭(인판테)으로 뜻이 바뀌어,백발의 노인도 인판테라고 부르게 되면서 "어원적 의미"와의 연관성이 사라졌다.

- 원자를 의미하는 영어 단어 atom은 '더 나누어지지 않는'이라는 뜻의 atomos에서 왔으나, 과학의 발전에 따라 원자보다 더 작은 입자들이 계속 발견됨으로써 더 이상 "나뉘지 않는다"는 본래 의미와 모순을 일으키게 되었다. 그러나 탈어원화과정을 거쳐 atom은 본래 의미와의 연계고리가 약해지면서(곧, 사람들이 본래 뜻을 의식하지 않게 되면서) 원 뜻과 관계없이 과학용어의 하나로 쓰인다.

- 중국어 東西(dōng xi)는 '물건, 것(추상적인)' 등의 의미로 동쪽과 서쪽이라는 개별 글자의 의미는 떨어져 나갔다.

## 참고 문헌
- 《러시아어 어원론》이은순어건주 편역,한국학술정보(주),2006[쪽 번호 필요]